# Віснер (Небраска)
Віснер (англ. Wisner) — місто (англ. city) в США, в окрузі Камінг штату Небраска. Населення — 1239 осіб (2020).

## Географія
Віснер розташований за координатами 41°59′17″ пн. ш. 96°54′50″ зх. д. / 41.98806° пн. ш. 96.91389° зх. д. (41.988046, -96.913920). За даними Бюро перепису населення США в 2010 році місто мало площу 2,74 км², з яких 2,67 км² — суходіл та 0,07 км² — водойми.

## Демографія
Згідно з переписом 2010 року, у місті мешкало 1170 осіб у 506 домогосподарствах у складі 323 родин. Густота населення становила 426 осіб/км². Було 579 помешкань (211/км²).
Расовий склад населення:
| - 97,9 % — білих - 0,2 % — азіатів - 0,1 % — корінних американців - 0,1 % — чорних або афроамериканців |

До двох чи більше рас належало 1,6 %. Частка іспаномовних становила 1,4 % від усіх жителів.
За віковим діапазоном населення розподілялося таким чином: 22,1 % — особи молодші 18 років, 53,6 % — особи у віці 18—64 років, 24,3 % — особи у віці 65 років та старші. Медіана віку мешканця становила 44,6 року. На 100 осіб жіночої статі у місті припадало 93,4 чоловіків; на 100 жінок у віці від 18 років та старших — 93,6 чоловіків також старших 18 років.
Середній дохід на одне домашнє господарство становив 51 749 доларів США (медіана — 45 052), а середній дохід на одну сім'ю — 59 078 доларів (медіана — 57 083). Медіана доходів становила 42 600 доларів для чоловіків та 28 333 долари для жінок. За межею бідності перебувало 9,4 % осіб, у тому числі 15,9 % дітей у віці до 18 років та 2,5 % осіб у віці 65 років та старших.
Цивільне працевлаштоване населення становило 663 особи. Основні галузі зайнятості: освіта, охорона здоров'я та соціальна допомога — 20,5 %, роздрібна торгівля — 13,0 %, транспорт — 10,1 %, будівництво — 9,4 %.